# Edith Ramos
Edith Ramos Guerra (Ayaviri) es una cantante, música, compositora y soprano peruana. Ramos es una cantante de coloratura especializada en música andina. Además de interpretar el chillador, una variante del charango propia del altiplano y del ámbito rural, investiga diversas técnicas de canto tradicional. Es licenciada en música y canto por el Instituto Leandro Alviña Miranda del Cusco y el Conservatorio Nacional de Música (hoy Universidad Nacional de Música) en Lima. Forma parte del proyecto Los Jaukas, con quienes ha lanzado el disco Qolla Trashumante. Actualmente, se desempeña como profesora de técnica vocal en el Coro Taller de los Cursos Libres de Extensión del Conservatorio Nacional de Música. 
En reconocimiento a su trayectoria, recibió en 2007 la distinción “Kantuta de Oro” por parte del Instituto Nacional de Cultura – Región Puno, y en 2012 fue galardonada con la Medalla de Reconocimiento otorgada por la Universidad Nacional del Altiplano.

## Producciones musicales
Edith Ramos lanzó su primer álbum, Takirisun, en 2011, destacándose en esta producción temas como «Achankara Pankarita», «Hualaycho», «Azangarina Cholada» y «Maypi Kanki», entre otros.
«Que cante el pueblo su dolor» es una canción que escribió Ramos como un llamado a la ciudadanía para recordar a las víctimas de la represión del gobierno de Dina Boluarte en Juliaca el 9 de enero de 2023 y a buscar justicia. El tema se ha convertido en un símbolo de resistencia para quienes buscan justicia en el país.